# Cara Williams

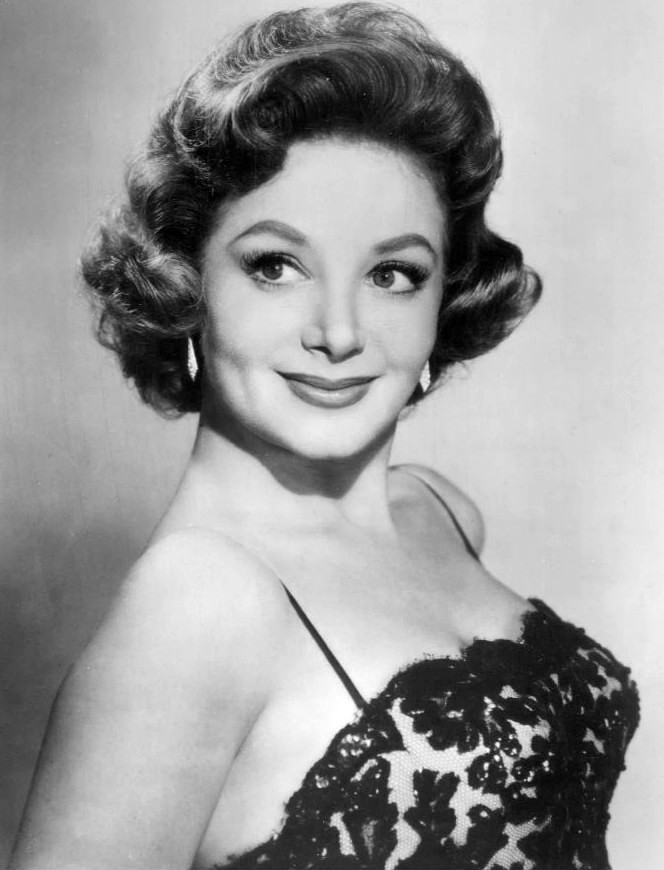
Cara Williams (1960)

Cara Williams (gebürtig: Bernice Kamiat * 29. Juni 1925 in Brooklyn, New York City; † 9. Dezember 2021 in Beverly Hills, Kalifornien), auch unter dem Namen Bernice Kay bekannt, war eine US-amerikanische Schauspielerin.

## Leben

### Erste Filmrollen
Cara Williams wurde 1925 in New York als Bernice Kamiat geboren. Ihr Vater war ein österreichischer Immigrant, ihre Mutter rumänischer Abstammung. Ihre Eltern trennten sich, als sie noch jung war. Bereits als Kind begann Kamiat, als Schauspielerin zu arbeiten. Als Jugendliche zog sie mit ihrer Mutter nach Los Angeles, wo sie anfing, Zeichentrickfilme zu synchronisieren. Ihr Filmdebüt gab sie 1941 unter dem Künstlernamen Bernice Kay mit einer Nebenrolle in Lesley Selanders Western Die Wölfe von Kansas. Nach der Mitwirkung in Victor Halperins Drama Girls’ Town (1942) wurde sie im Alter von 17 Jahren von Talentsuchern entdeckt und 1942 von der Filmproduktionsgesellschaft 20th Century Fox unter Vertrag genommen. Ihr Künstlername wurde daraufhin in Cara Williams geändert.
Bis zu Beginn der 1950er Jahre erschien Williams in fast einem Dutzend Spielfilmen für die 20th Century Fox, darunter Dramen, Komödien und Musicals. Zwar agierte sie in diesen Produktionen unter so aufstrebenden Regisseuren wie Elia Kazan (Bumerang, 1947), Walter Lang (Belvedere räumt auf, 1948) oder Otto Preminger (In the Meantime, Darling und Laura, beide 1944) doch war sie ausnahmslos auf Nebenrollen und unbedeutende Statistenparts abonniert. 1950 nahm Williams’ Karriere an Schwung zu, als sie Judy Holliday in der Broadway-Produktion von Born Yesterday ersetzte und verstärkt in Fernsehspielen auftrat, unter anderem im The Philco Television Playhouse, Robert Montgomery Presents, im Armstrong Circle Theatre und Broadway Television Theatre. Auch folgten größer angelegte Filmrollen, darunter Roy Rowlands Musikfilm Tolle Nächte in Las Vegas (1956) mit Dan Dailey und Cyd Charisse. Ein Jahr später erhielt Williams Lob der New York Times für ihre Darstellung der ordinären und verständnisvollen Freundin von Alan King in Michael Curtiz’ Filmbiografie Ein Leben im Rausch (1957) zugesprochen, in der Ann Blyth als Broadwaystar mit Alkoholproblemen zu kämpfen hat.

### Oscar-Nominierung für „Flucht in Ketten“
Der Durchbruch als Filmschauspielerin stellte sich ein Jahr später mit Stanley Kramers Flucht in Ketten (1958) ein. In dem Drama schlüpften Tony Curtis und Sidney Poitier in die Rollen zweier Strafgefangener. Aneinander gefesselt gelingt ihnen die Flucht, beide müssen jedoch lernen, Rassenvorurteile und gegenseitige Verachtung zu überwinden. Der Film, der erstmals einem farbigen Hauptdarsteller dieselbe Gage zubilligte wie seinem weißen Kollegen, fand bei weiten Teilen des US-Publikums wohlwollende Anerkennung, gewann den Golden Globe Award und zwei Oscars. Cara Williams übernahm in Flucht in Ketten die Rolle einer jungen Farmbesitzerin und alleinerziehenden Mutter, die den Flüchtigen Unterschlupf gewährt und von einer gemeinsamen Zukunft mit dem weißen Strafgefangenen träumt. Von der Kritik für ihre „herzergreifende“ Darstellung gelobt, wurde sie ebenfalls 1959 als beste Nebendarstellerin für den Golden Globe und Oscar nominiert. Im selben Jahr war Williams auch als schöne und bereitwillige Gefährtin von James Cagney in dem Musikfilm Never Steal Anything Small (1959) zu sehen.
Nach Flucht in Ketten gelang es Williams mit den folgenden Filmrollen nicht mehr, an den vorangegangenen Erfolg anzuknüpfen. Zu Beginn der 1960er Jahre wandte sich die rothaarige Künstlerin mit anfänglichem Erfolg der Arbeit im US-amerikanischen Fernsehen zu. Eine Emmy-Nominierung brachte ihr 1962 die Hauptrolle in der CBS-Serie Pete and Gladys (1960–1962), ein Ableger der Sitcom December Bride (1954–1959), ein. In über 70 Episoden war Williams gemeinsam mit Harry Morgan als Ehepartner zu sehen, die ihre Heirat vor ihrem Arbeitgeber zu verheimlichen versuchen. Von CBS als neue Lucille Ball vermarktet, profitierte Williams von ihrer Partnerschaft mit dem Produzenten Keefe Brasselle, der eng mit dem CBS-Programmchef James T. Aubrey befreundet war. Brasselle produzierte ab 1964 für die Schauspielerin eine eigene Sitcom, The Cara Williams Show, mit Frank Aletter an ihrer Seite. Die Produktion wurde jedoch schon nach einer Staffel 1965 eingestellt. Mit Ende der Karrieren von Brasselle und Aubrey ließ auch Williams’ Ruhm nach. Sechs Jahre später kehrte sie mit dem Part als alkoholkranke, geschiedene Ehefrau von Carroll O’Connor in George Schaefers Drama Frauen der Ärzte (1971) zurück auf die Kinoleinwand. Bis Ende der 1970er Jahre folgten aber nur noch eine Handvoll Film- und Fernsehauftritte und ihre Schauspielkarriere klang 1978 mit dem Kriminalfilm Das Recht bin ich aus.

### Privatleben
Cara Williams war von 1945 bis 1947 in erster Ehe mit Alan Gray verheiratet. Aus der Beziehung entstammte ein Kind. Die Schauspielerin, für ihre Unbeständigkeit bekannt, hatte 1948 für Schlagzeilen in der Boulevardpresse gesorgt, als sie sich mit einer anderen Schauspielerin in einem Nachtclub prügelte. 1952 lernte sie auf einer Party bei Diana Barrymore deren jüngeren Halbbruder, den Schauspieler John Drew Barrymore, kennen. Beide heirateten kurz darauf ohne Wissen ihrer Familienangehörigen in Las Vegas. 1954 kam der gemeinsame Sohn John Blyth Barrymore zur Welt, der später in die Fußstapfen seiner Eltern treten sollte.
Die Ehe verlief stürmisch und war vom Temperament Barrymores geprägt, was sich unter anderem in diversen Delikten wie Trunkenheit am Steuer, Drogenproblemen und öffentlichen Streitereien und Gewalt äußerte. „Meine Ehe entpuppte sich als ein Wettstreit. Es war ein Kampf darum, wer John mehr liebte, ich oder John. Und John gewann immer“, so Williams, die ihren Ehemann bei der Fortführung seiner Filmkarriere unterstützte. Im September 1958 trennte sich das Paar, ein Jahr später wurden Williams und Barrymore geschieden. Die Schauspielerin gab als Grund „schwere seelische Grausamkeit“ an und erhielt das Sorgerecht für den gemeinsamen Sohn. Den verpflichteten Unterhaltszahlungen kam Barrymore jedoch nie nach. Später sollte Williams ihren Mann als talentiertesten Akteur der bekannten Schauspieler-Dynastie loben, sah in ihm aber auch das Opfer einer „egomanischen, brillanten und ungewöhnlichen, sicheren, aber selbstgefälligen“ Familie.
In dritter Ehe war Williams mit dem Schauspieler Asher Dann verheiratet.

## Filmografie (Auswahl)

### Spielfilme
- 1941: Die Wölfe von Kansas (Wide Open Town)
- 1942: Girls’ Town
- 1943: Happy Land
- 1944: In the Meantime, Darling
- 1944: Sweet and Low-Down
- 1945: The Spider
- 1947: Bumerang (Boomerang!)
- 1948: The Saxon Charm
- 1949: Vor verschlossenen Türen (Knock on Any Door)
- 1951: Monte Carlo Baby
- 1953: The Girl Next Door
- 1954: The Great Diamond Robbery
- 1956: Viva Las Vegas (Meet Me in Las Vegas)
- 1957: Ein Leben im Rausch (The Helen Morgan Story)
- 1958: Flucht in Ketten (The Defiant Ones)
- 1959: Never Steal Anything Small
- 1963: Der Mann vom Diners Club (The Man from the Diner’s Club)
- 1971: Frauen der Ärzte (Doctors' Wives)
- 1976: The Ashes of Mrs. Reasoner (TV)
- 1977: Der weiße Büffel (The White Buffalo)
- 1978: Das Recht bin ich (The One Man Jury)

### Fernsehserien
- 1956–1960: Alfred Hitchcock Presents (4 Episoden)
- 1960–1962: Pete and Gladys (72 Episoden)
- 1961–1962: The Red Skelton Show (3 Episoden)
- 1964–1965: The Cara Williams Show (30 Episoden)
- 1974: Rhoda (2 Episoden)

## Auszeichnungen
- 1959: Golden-Globe-Nominierung für Flucht in Ketten (Beste Nebendarstellerin)
- 1959: Oscar-Nominierung für Flucht in Ketten (Beste Nebendarstellerin)
- 1959: 3. Platz bei den Laurel Awards für Flucht in Ketten (Beste Nachwuchsdarstellerin)
- 1962: Emmy-Nominierung für Pete and Gladys (Beste Hauptdarstellerin)